# Miss Li
Miss Li (настоящее имя Линда Карлссон; 6 июня 1982 года, Бурленге) — шведская певица. Исполняет разножанровую музыку, включающую элементы джаза, рока, инди-попа, соула, оперы, регги и блюза.
Её песня Bourgeois Shangri-La использовалась Apple в рекламе iPod nano 5G.

## Дискография
- 2006 — Late Night Heartbroken Blues
- 2007 — God Put a Rainbow in the Sky
- 2007 — Songs of a Rag Doll
- 2007 — Best of 061122-071122
- 2009 — Dancing the Whole Way Home
- 2013 — Wolves
- 2017 — A Woman's Guide to Survival
- 2021 — Underbart i all misär
- 2021 — Wonderful Misery